# Partita
Una partita és el nom donat a una suite de danses instrumentals. Durant els segles xvi i xvii, especialment a Itàlia, era una senzilla peça instrumental; designava una glossa popular en forma de variacions per a instruments de teclat. Més tard, a mitjans del segle xviii, especialment als països germànics, designà una sèrie de variacions sobre un tema popular o religiós. Johann Kuhnau, Johann Schop i compositors alemanys posteriors –de manera notable Johann Sebastian Bach–, la utilitzaren com una sèrie de peces musicals, com a sinònim d'una suite.
A vegades era una peça per a orgue, clavecí, clavicordi, etc. Entre els autors més notables de partites, a més del citats (Kuhnau, Schop i Bach) trobem G. M. Trabaci, G. Frescobaldi, J. J. Froberger, J. Pachelbel i G. Böhm.
Bach escrigué alguns conjunts de partites per a diferents instruments:
- Les partites (BWV 825-830), sis suites per a clavecí, publicades des de 1726 a 1730 com el Clavier-übung I.
- Les tres partites per a violí sol (1720), juntament amb tres sonates (BWV 1001-1006).